# شهرستان نینگجین (هبئی)
شهرستان نینگجین (به انگلیسی: Ningjin County) یک شهرستان در چین است که در شینگتای واقع شده‌است. شهرستان نینگجین ۱٬۱۰۷ کیلومتر مربع مساحت و ۷۳۰٬۰۰۰ نفر جمعیت دارد و ۳۶ متر بالاتر از سطح دریا واقع شده‌است.